# Josep Miró Nicolau
Josep Miró Nicolau (Porreres, 1930-Porreres, 2016) va ser un investigador mallorquí. El 1952 es llicencià en ciències físiques per la Universitat Complutense de Madrid, el 1961 es doctorà en enginyeria elèctrica per l'Institut de Tecnologia Case dels EUA i el 1968 en ciències físiques per la Universitat Complutense de Madrid.
En 1953 començà la seva tasca investigadora a l'Institut de l'Electricitat del CSIC en el camp dels sistemes digitals, la intel·ligència artificial i els mecanismes per a l'emulació de la intel·ligència natural, de caràcter capdavanter aleshores, fan que pugui ser considerat com un dels pioners en aquests camps de recerca. El 1957 marxà als EUA per continuar les seves investigacions, i hi desenvolupà les tasques de lector professional de l'Institut de Tecnologia Case (1957-1961), de professor ajudant al mateix centre (1961-1964) i a la Universitat d'Ohio (1964-1966).
En 1966 retornà a Espanya, on continuà la seva tasca investigadora. Va ser titular de l'Escola Tècnica Superior d'Enginyers Industrials de Sant Sebastià (1966-1971), director del Centre d'informàtica del Ministeri d'Educació i Ciència de la mateixa ciutat (1971-1978). El 1976 tornà a Mallorca i entrà a formar part del personal docent de la Universitat de les Illes Balears com a professor agregat (1976-1983), com a catedràtic (1983-2000) i, des de l‘any 2001, com a professor emèrit. El 2003 la Universitat li concedí la Medalla d'Argent per premiar els seus mèrits excepcionals, com a prova de l'alta estimació de la comunitat universitària i en reconeixement de la seva tasca en el camp de la recerca i de la docència.
Va ser autor de diversos llibres i de nombrosos articles publicats a revistes de prestigi internacional. Va ser membre sènior de l'IEEE, acadèmic numerari de la Reial Acadèmia de Medicina i Cirurgia de Palma i representant espanyol al Comitè d'Educació de la FIP. Ha rebut el premi d'investigació a la secció de matemàtiques atorgat per la Reial Acadèmia de Ciències Exactes, Físiques i Naturals. El 2004 va rebre el Premi Ramon Llull.
De 1978 a 1983 va ser cap del Departament de Física i fins al 1984, director del Departament de Física de la Terra i del Cosmos. De 1984 a 1986 va ser director del Departament d'Electricitat i Electrònica. De 1986 a 1988, director del Departament de Ciències Matemàtiques i Informàtica. Anys més tard, entre 1995 i 1999, va ser el vicedegà de la Facultat d'Informàtica.
El professor Miró es va jubilar el setembre de l'any 2000 i va ser professor emèrit de la UIB des de juliol de 2001 a juliol de 2006.